# 萝卜秦艽
萝卜秦艽（学名：Phlomis medicinalis）为唇形科糙苏属下的一个种。